# Czernogławci
Czernogławci (bułg. Черноглавци) – wieś w Bułgarii, w obwodzie Szumen, w gminie Wenec. W 2024 roku liczyła 691 mieszkańców.